# Kawanishi, Hyōgo
Kawanishi (川西市 Kawanishi-shi) là một thành phố thuộc tỉnh Hyōgo, Nhật Bản.